# Факультет географии РГПУ имени А. И. Герцена
Факультет географии — одно из учебных подразделений Российского государственного педагогического университета имени А. И. Герцена, готовящее специалистов в области географии и географического образования.

## История

### 1918—1930-е гг.
В 1918 году в Петрограде учредили Третий педагогический институт, которому было присвоено имя Александра Ивановича Герцена. С самого начала своего существования в структуре института, среди восьми других, функционировал Естественно-географический факультет.
В 1922 году в Петрограде были упразднены Первый и Второй педагогический институты, а их студенты перешли в институт им. А. И. Герцена. Одновременно с этим произошла реорганизация факультетов: естественно-географический стал существовать в качестве естественно-технического отделения, наряду с которым было создано общественно-экономическое отделение с двумя секциями — исторической и экономико-географической. Географов готовили на бывшем географическом отделении, образованном в 1931 году на базе географической секции общественно-экономического отделения. Факультет готовил преподавателей экономической и физической географии для техникумов и средней школы-десятилетки.
В предвоенные годы кафедру физической географии возглавлял доцент С. С. Рузов и уже тогда сюда пришли такие ученые, как А. Д. Гожев, Л. П. Шубаев, А. М. Архангельский, Б. Н. Городков.
В 1932 году. была организована вторая кафедра — экономической географии, заведовать которой был приглашен П. В. Гуревич. Преподавание экономической географии было начато ещё в 1922 году, когда в программу подготовки специалистов были включены курсы антропологии и этнографии и экономической географии. 
С организацией этой кафедры географическая секция получила права факультета. Сотрудники кафедры в то время: Шевцов, Буренко, Седыченков.
В 1936 году проводились первые полевые практики на биологической станции в посёлке Вырица Гатчинского района Ленинградской области. В довоенные годы полевыми практиками руководили: по метеорологии — М. Д. Семенов-Тяншанский, по гидрологии — В. И. Арнольд-Алябьев, по ботанике и географии растений — Б. Н. Городков, по топографии — С. С. Рузов и Н. Н. Захарьина и по почвоведению — А. М. Архангельский.

### Великая Отечественная война
В начале Великой Отечественной войны на передовую отправились преподаватели и аспиранты факультета, в том числе и женщина — Е. П. Леонова.
В сентябре 1941 года были начаты занятия, но уже через неделю сотрудники и студенты были отправлены в Среднюю Рогатку, где приняли участие в сооружении дотов и дзотов, рытье траншей и окопов. Но зимой начались сильнейшие артобстрелы и все были вынуждены перебраться в бомбоубежище.
В феврале 1942 года весь институт был срочно эвакуирован в Кыштым (Челябинская область). 1 сентября в институт было зачислено всего лишь 13 человек, которые после занятий помогали раненным в расположенном на территории военного госпиталя.
1 сентября 1944 года образована третья кафедра — методики преподавания географии. Первым её заведующим стал профессор П. В. Гуревич.

### Вторая половина XX века — начало XXI века
По окончании Великой Отечественной войны факультет начал вести четырёхлетнюю подготовку по специальности «учитель географии», а с 1957 года обучение стало на год длиннее и прибавилась вторая (наряду с географией) специальность «учитель биологии».
В 1957 году был ликвидирован Городской педагогический институт им. М. Н. Покровского, оттуда в ЛГПИ им. А. И. Герцена перешли студенты и преподаватели. Факультет пополнился такими учеными, как А. Л. Биркенгоф, А. В. Гембель, А. В. Даринский. Штат сотрудников увеличился почти в 2 раза. В наследство от «Покровки» ЛГПИ досталась геостанция «Железо», практически полностью разрушенная войной и восстанавливаемая с 1944 года. Решением профессорско-преподавательского состава было решено сохранить и отремонтировать станцию, а уже через год она приняла студентов 1, 2, 3 курсов всех отделений географического факультета.
С 1993 года на факультете осуществляется подготовка по направлению Естественнонаучное (с 2010 — Педагогическое) образование (уровни: бакалавриат и магистратура). Профессиональную подготовку студентов до 2006 года осуществляли 3 кафедры: физической географии и геологии, экономической географии, методики обучения географии и краеведению.
В 2006 году открылась новая кафедра — геологии и геоэкологии.
С 2008 года на факультете осуществляется подготовка по направлению География (уровни: бакалавриат и магистратура).

## Кафедры

### Кафедра физической географии и природопользования

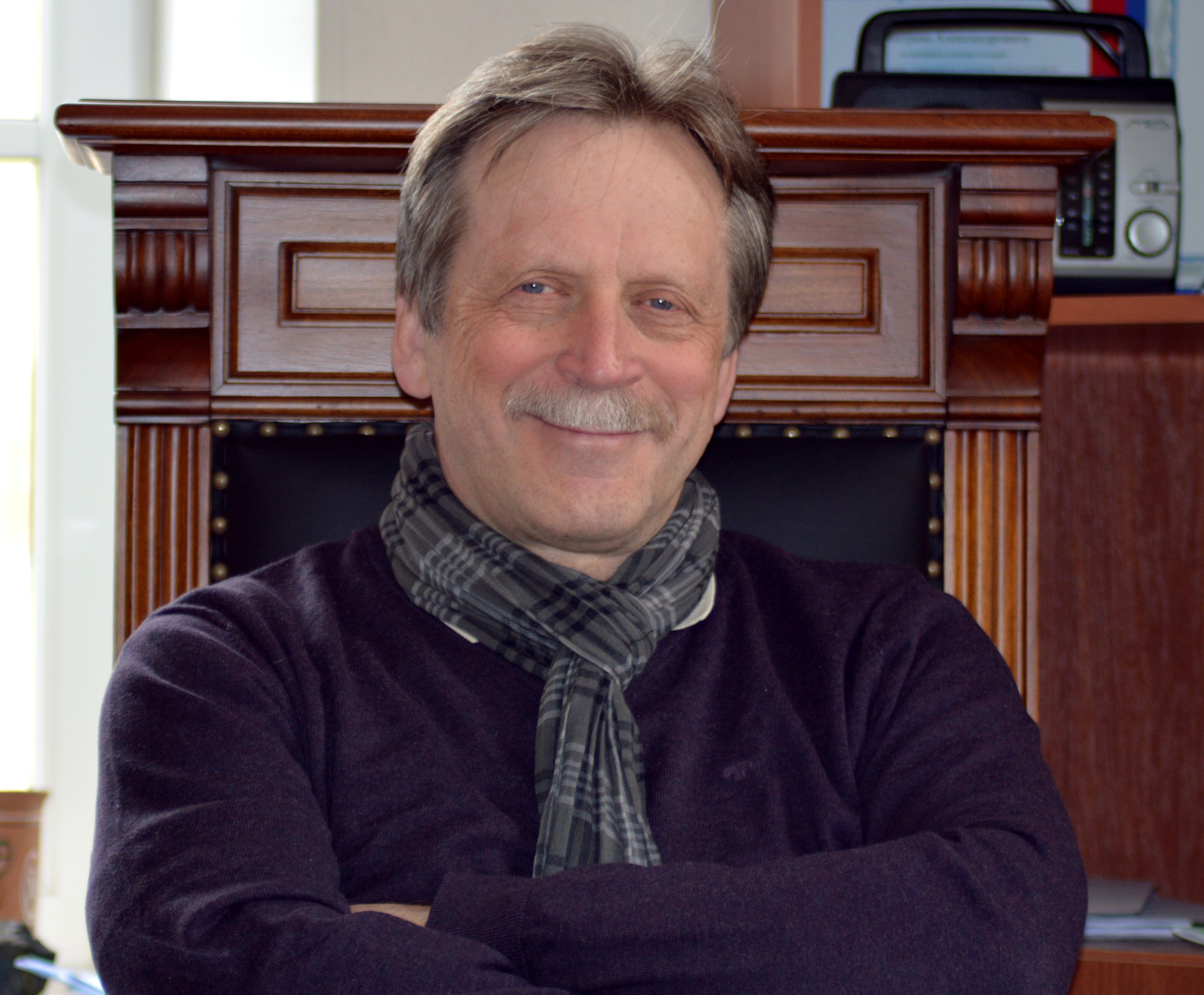
Декан факультета географии, заведующий кафедрой физической географии и природопользования, д.г.н. Дмитрий Александрович Субетто

Кафедра является одним из старейших аналогичных структурных подразделений в системе педагогических вузов нашей страны.
Научно-исследовательские работы кафедры проводятся по следующим направлениям:
- Совершенствование научно-методического комплекса высшей школы в преподавании физической географии
- Научный и образовательный туризм в Северо-Западном регионе
- Эволюции природно-климатических обстановок Европейского Севера.

### Кафедра экономической географии

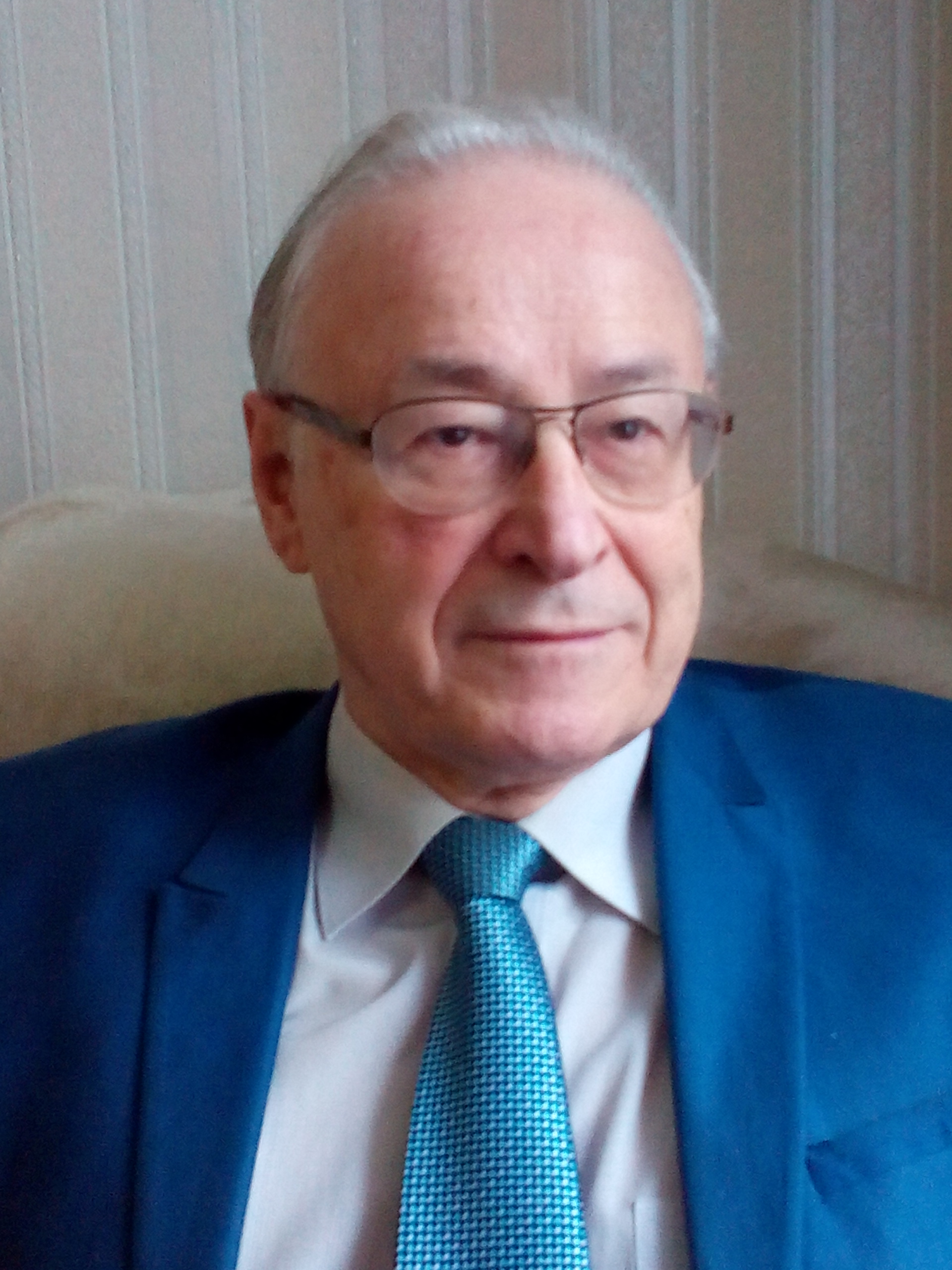
Зав. кафедрой экономической географии, член-корреспондент РАО, д.г.н. Юрий Никифорович Гладкий

Основные дисциплины, читаемые на кафедре:
- Введение в социально-экономическую географию
- Современные проблемы географической науки
- Общая экономическая и социальная география
- Экономическая и социальная география зарубежных стран
- Экономическая и социальная география России
- География населения мира с основами демографии
- Основы промышленного и сельскохозяйственного производства
- Глобальная география
- Политическая география
- Геоурбанистика
- Экономика природопользования

### Кафедра методики обучения географии и краеведению
Основана в 1944 году. Кафедра осуществляет преподавание следующих дисциплин:
- Теория и методика обучения географии
- Методика туристско-краеведческой работы в школе
- Краеведение
- Техника туризма
- Петербурговедение
- Основы краеведения и туризма
- Техника экологического туризма
- География туризма
- Основы школьного краеведения
- Рекреационная география и др.

### Кафедра геологии и геоэкологии

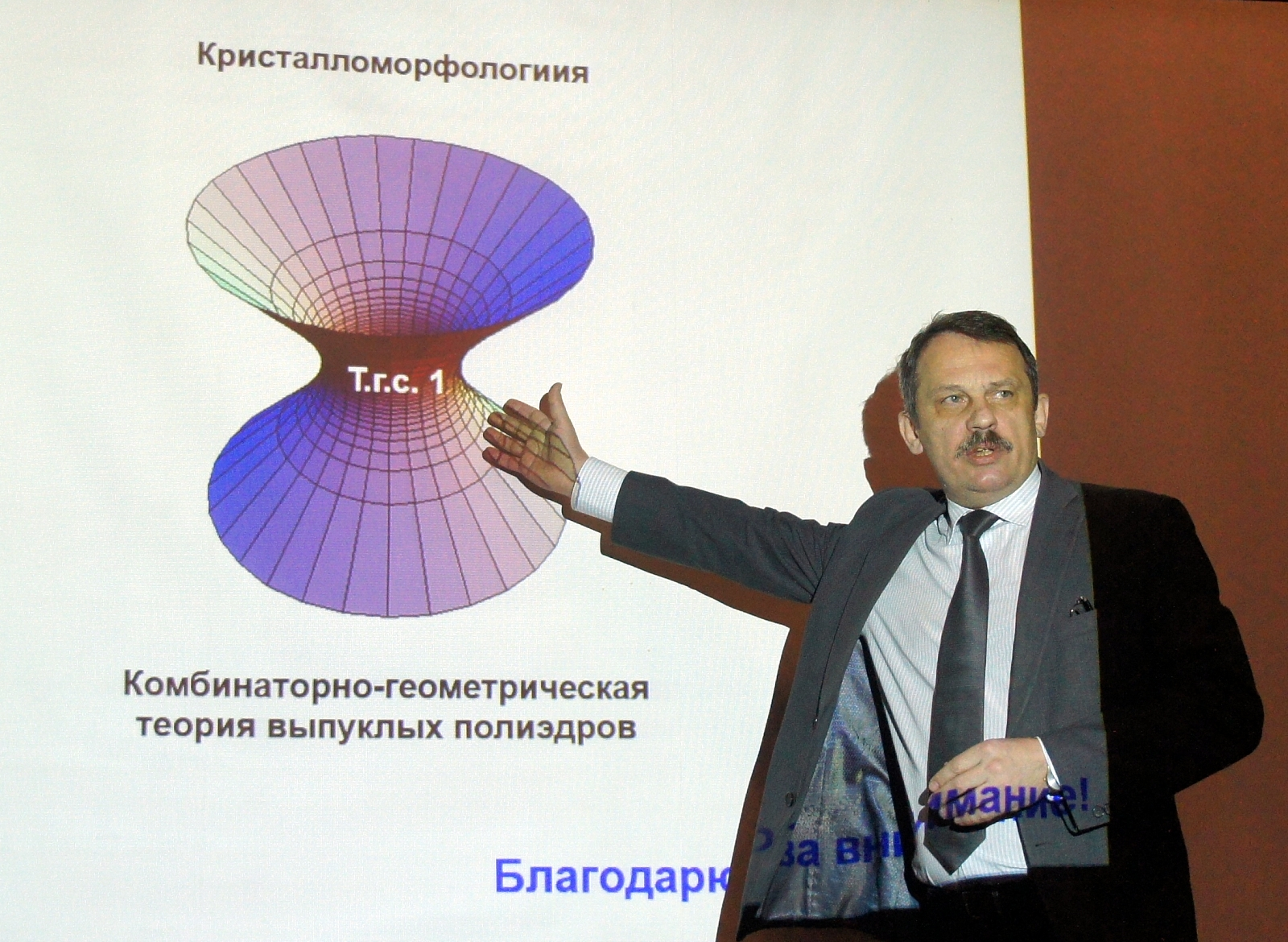
Заведующий кафедрой геологии и геоэкологии, д.г-м.н. Юрий Леонидович Войтеховский

Кафедра ведет перспективные научные исследования по актуальными проблемам окружающей среды Санкт-Петербурга, Северо-Западного региона России, глубинного строения земной коры и совершенствования уровня преподавания геологии в системе непрерывного геологического образования.

## Аспирантура и докторантура
На факультете географии подготовка кандидатов (аспирантура) и докторов (докторантура) наук осуществляется по следующим специальностям:
- 1.6.12 Физическая география и биогеография, география почв и геохимия ландшафта
- 1.6.13 Экономическая, социальная, политическая и рекреационная география
- 1.6.14 Геоморфология и палеогеография
- 1.6.21 Геоэкология
- 5.8.2 Теория и методика обучения и воспитания (география, уровни общего и профессионального образования).

## Диссертационные советы
На факультете работают советы по защите диссертаций на соискание ученой степени по географическим и педагогическим наукам.

## Геостанция «Железо»

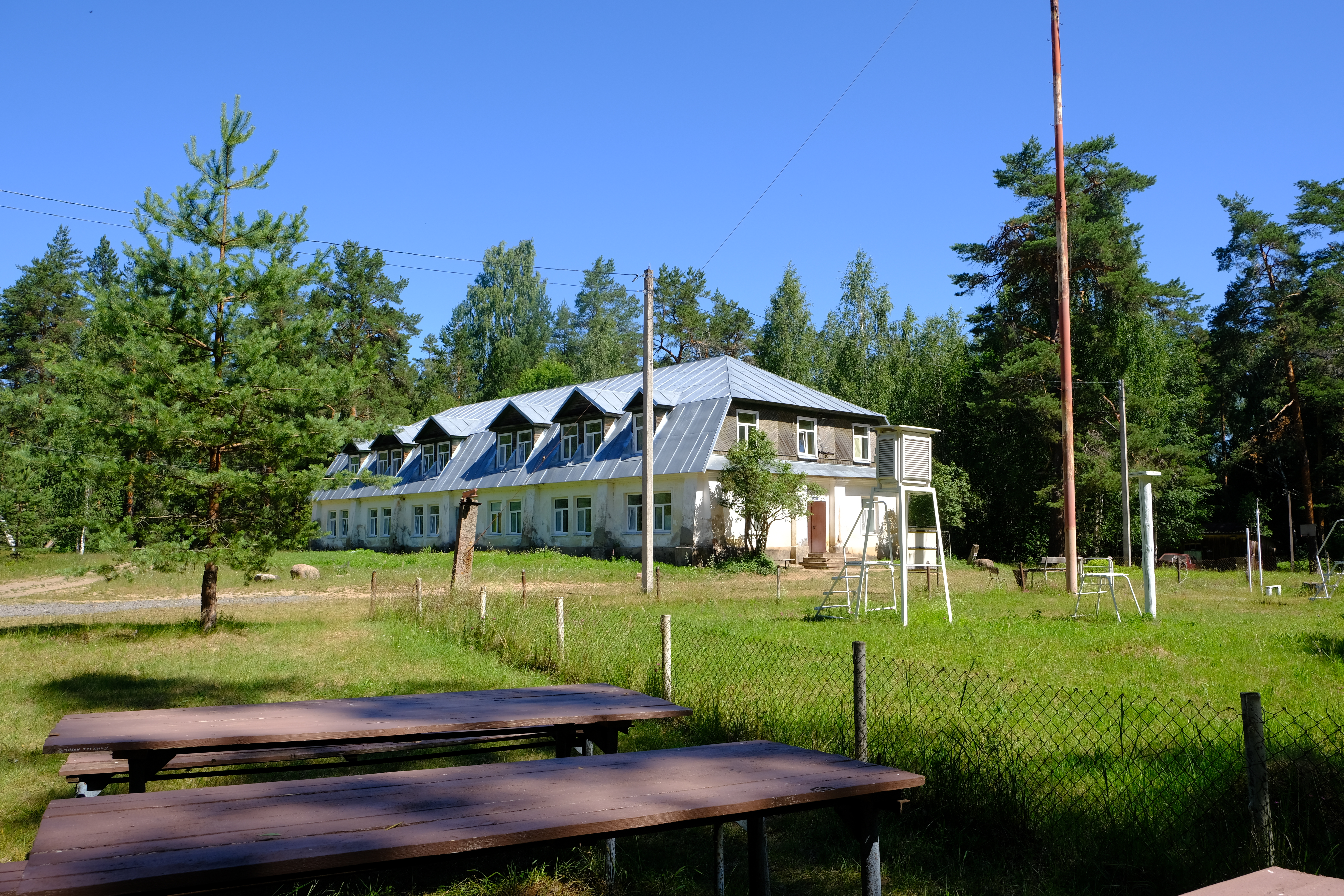
Геостанция «Железо», метеоплощадка

Геостанция «Железо» — учебная географическая станция факультета географии РГПУ им. А. И. Герцена, расположенная в Лужском районе Ленинградской области.